# James Arthur
James Andrew Arthur (sinh ngày 2/3/1988) là nam ca sĩ người Anh Quốc, anh từng giành chiến thắng trong mùa thứ chín của cuộc thi The X Factor năm 2012. Đĩa đơn đầu tay của anh, "Impossible", được phát hành bởi Syco Music sau bản sau cùng và ra mắt ở vị trí số một trên UK Singles Chart trong tuần đầu tiên phát hành. Kể từ đó, nó đã bán được hơn 1,4 triệu bản ở Anh, khiến nó trở thành người chiến thắng thành công nhất trong lịch sử của chương trình và đã bán được hơn 2,5 triệu bản trên khắp thế giới. Đĩa đơn tiếp theo "You're Nobody 'til Somebody Loves You" đã đạt số 2 trên Bảng xếp hạng đĩa đơn Anh quốc. Tháng 11 năm 2013, James phát hành album đầu tay cùng tên, album đã xếp hạng 2 trên bảng xếp hạng UK Albums Chart thời điểm đó.

## Thời thơ ấu
James Arthur sinh ra tại Middlesbrough. Mẹ anh, bà Shirley Ashworth, là người Anh còn cha anh, ông Neil Arthur, là người Scotland. James bắt đầu sáng tác nhạc từ năm 15 tuổi với tư cách là một nghệ sĩ hợp tác trong nhiều ban nhạc.

### Moonlight Drive
Một ban nhạc năm thành viên, thử nghiệm, rock dựa trên Cleveland, với Arthur trong giọng hát chính. Ban nhạc đã hoạt động từ năm 2005 đến 2008. Nó có các bản thu âm như "Said You'd Be There", "Hole in My Heart" và "Tear Me Apart". 

### Cue the Drama
Một ban nhạc alternative rock ở Marske-by-the-Sea và hoạt động từ năm 2005 đến 2008. Bản ghi âm bao gồm "On the Radio 98KUPD", "It's Killing Me", "I'll Reach You" và "It Hurts".

## Sự nghiệp
IMpossive

## Đời tư
Sau những tiết lộ về việc điều trị chống lại chứng nghiện thuốc và trầm cảm, tháng 9/2016, James trở thành đại sứ của quỹ từ thiện sức khỏe có tên SANE.